# 르완다의 국기

르완다의 국기 비율 2:3

르완다의 대통령기

르완다의 국기는 2001년 10월 25일에 제정되었다. 파란색 띠는 노란색 띠와 초록색 띠에 비해 폭이 넓으며 파란색 띠 오른쪽에는 24줄기의 노란색 태양이 그려져 있다. 파란색은 사랑과 평화, 행복을, 노란색은 경제 발전을, 초록색은 번영의 희망을, 노란색 태양은 르완다 국민의 계몽을 의미한다.
1959년부터 1961년까지는 범아프리카색의 3색 세로 줄무늬 바탕을 르완다 왕국의 국기로 사용했다. 왕정이 무너지고 1962년부터 2001년까지는 범아프리카색의 3색 세로 줄무늬 바탕 가운데에 검은색 R이 새겨진 형태의 디자인을 한 국기를 사용하였는데 이는 기니의 국기와 구별하기 위해 추가된 디자인이었다. R은 르완다의 알파벳 첫 글자임과 동시에 "혁명(Revolution)에 의해 탄생되었고 국민 투표(Referendum)를 통해 승인된 공화국(Republique)"임을 의미하였다. 그러나 국기의 빨간색이 1994년에 일어난 르완다 집단학살과 유혈 참사를 연상시킨다는 점을 이유로 르완다 국민들로부터 국기 교체 요구가 높아졌고 2001년 10월 25일에 현재의 국기로 교체하였다.

## 색상
| 색상 | 파랑                | 노랑                | 초록               |
| ---- | ------------------- | ------------------- | ------------------ |
| RGB  | 0–161–222 (#00A1DE) | 250–210–1 (#FAD201) | 32–96–61 (#20603D) |

## 과거의 국기

르완다 왕국의 국기 (1959년-62년)
르완다의 국기 (1962년-2001년)